# Assatxa
L'Assatxa (en rus: Асача) és un volcà complex que està situat a la serralada Oriental, a la península de Kamtxatka, Rússia. El cim s'eleva fins als 1.910 msnm i és a l'oest-sud-oest del també volcà Mutnovski. El grup volcànic està format per l'antic volcà en escut Assatxa, del Plistocè, l'estratovolcà Jolti (en rus Жёлтый) a l'est i els joves cràters del Tumanow i un jove Assatxa. Hi ha deu doms de lava als vessants del grup volcànic. La majoria es van formar durant el Plistocè, però alguns poden ser de l'Holocè primerenc. El 1983 va tenir lloc un fort terratrèmol tectònic, cosa que suggereix que el complex roman actiu volcànicament.